# Diego Carlos
Pour les articles homonymes, voir Carlos.
Diego Carlos, né le 15 mars 1993 à Barra Bonita dans l'État de São Paulo, est un footballeur brésilien qui  évolue au poste de défenseur au Fenerbahçe SK.

## Biographie

### Carrière en club
Formé à l'América Futebol Clube puis au Desportivo Brasil, il quitte son pays natal pour signer au Portugal à l'Estoril Praia. Lors de la saison 2015-2016, avec Estoril, qui évolue alors en Liga ZON Sagres, Diego Carlos marque 2 buts en 31 matchs. Réputé pour être un défenseur rugueux, il récolte neuf cartons jaunes et trois cartons rouges sur cette seule saison.

#### FC Nantes
Le 6 juin 2016, Diego Carlos quitte l'Estoril Praia pour le FC Nantes qui précise qu'il s'engagera le 9 juin avec le club français, jour de l'ouverture du marché des transferts. Le montant de son transfert est estimé à 2 millions d'euros. Il s'impose comme un pilier dans la défense des canaris et est considéré comme l'un des meilleurs défenseur de Ligue 1 par les observateurs.
Le 14 janvier 2018 contre le PSG, il bouscule involontairement dans sa course l'arbitre de la rencontre Tony Chapron et ce dernier lui assène un coup de pied intentionnel. Le joueur lui demandant des explications pour ce geste, l'arbitre lui donne un second carton jaune synonyme d'expulsion, provoquant de vives réactions de la part des Nantais et du monde du football en général ainsi que sur les réseaux sociaux.

#### Séville FC
Le 31 mai 2019, le club espagnol Sevilla FC annonce avoir conclu un accord avec Nantes pour le transfert de Carlos. Il fait ses débuts lors d'une victoire 2-0 à l'extérieur contre Espanyol.
Carlos fait partie de la campagne réussie de Ligue Europa 2019-2020 du club. Dans la période précédant la finale, il concède des penalties lors des quarts de finale et des demi-finales de Séville contre Wolverhampton Wanderers et Manchester United, respectivement, et concède également un penalty dès le début de la finale contre Inter Milan le 21 août 2020. Il joue un rôle dans le but de la victoire en marquant un coup de pied acrobatique qui est dévié dans le but par Romelu Lukaku.
Lors de la saison 2021-2022, Séville réussit à avoir l'une des défenses les plus solides de La Liga et des cinq grands championnats européens, et le leadership de Carlos en tant que défenseur central est cité comme l'une des raisons de cela. En raison de cela, Carlos commence à susciter l'intérêt de plusieurs clubs en Europe, notamment les clubs anglais de Newcastle United et de West Ham United, qui tentent de le signer lors du mercato de janvier 2022,.

#### Aston Villa
Le 26 mai 2022, le club anglais Aston Villa annonce avoir conclu un accord avec Séville pour le transfert de Carlos. Le montant de la transaction n'est pas divulgué par le club, mais il aurait été de 26 millions de livres sterling. Avant sa première saison avec Aston Villa, il est nommé par l'entraîneur Steven Gerrard comme l'un des deux vice-capitaines, aux côtés d'Emiliano Martínez. Le 6 août, il fait ses débuts en Premier League avec le club lors d'une défaite 2-0 à l'extérieur contre Bournemouth.
Le 13 août 2022, Carlos fait ses débuts à Villa Park lors d'une victoire 2-1 contre Everton. Lors de ce même match, il se rompt le tendon d'Achille, ce qui nécessite une intervention chirurgicale. Il ne revient sur le terrain qu'à partir du 24 mars 2023, lors d'un match amical à huis clos contre Bristol Rovers.

## Carrière internationale
Le 3 novembre 2020, Carlos reçoit une convocation de dernière minute pour rejoindre l'équipe du Brésil pour deux matchs de qualification pour la Coupe du monde de la FIFA 2022 contre le Venezuela et l'Uruguay.
Le 17 juin 2021, Carlos est sélectionné dans l'équipe nationale brésilienne des moins de 23 ans pour les Jeux olympiques d'été de 2020.

## Statistiques
| Saison                | Club                  | Championnat           | Championnat | Championnat | Coupe nationale | Coupe nationale | Coupe de la Ligue | Coupe de la Ligue | Compétition(s) continentale(s) | Compétition(s) continentale(s) | Compétition(s) continentale(s) | Total | Total |
| Saison                | Club                  | Division              | M.          | B.          | M.              | B.              | M.                | B.                | Comp.                          | M.                             | B.                             | M.    | B.    |
| 2014                  | Paulista FC (prêt)    | Campeonato Paulista   | 1           | 0           | -               | -               | -                 | -                 | -                              | -                              | -                              | 1     | 0     |
| 2014                  | Madureira EC (prêt)   | Série C               | 2           | 0           | -               | -               | -                 | -                 | -                              | -                              | -                              | 2     | 0     |
| 2014-2015             | FC Porto B (prêt)     | Segunda Liga          | 19          | 0           | -               | -               | -                 | -                 | -                              | -                              | -                              | 19    | 0     |
| 2015-2016             | GD Estoril-Praia      | Primeira Liga         | 31          | 2           | 2               | 0               | -                 | -                 | -                              | -                              | -                              | 33    | 2     |
| 2016-2017             | FC Nantes             | Ligue 1               | 34          | 2           | 2               | 0               | 3                 | 0                 | -                              | -                              | -                              | 39    | 2     |
| 2017-2018             | FC Nantes             | Ligue 1               | 28          | 1           | 1               | 0               | -                 | -                 | -                              | -                              | -                              | 29    | 1     |
| 2018-2019             | FC Nantes             | Ligue 1               | 35          | 1           | 3               | 0               | 2                 | 0                 | -                              | -                              | -                              | 40    | 1     |
| Sous-total            | Sous-total            | Sous-total            | 97          | 4           | 6               | 0               | 5                 | 0                 | -                              | -                              | -                              | 108   | 4     |
| 2019-2020             | Séville FC            | Liga                  | 35          | 2           | 2               | 0               | -                 | -                 | C3                             | 8                              | 0                              | 45    | 2     |
| 2020-2021             | Séville FC            | Liga                  | 33          | 1           | 4               | 0               | -                 | -                 | SC+C1                          | 1+8                            | 0                              | 46    | 1     |
| 2021-2022             | Séville FC            | Liga                  | 34          | 3           | 3               | 0               | -                 | -                 | C1+C3                          | 6+2                            | 0+0                            | 45    | 3     |
| Sous-total            | Sous-total            | Sous-total            | 102         | 6           | 9               | 0               | -                 | -                 | -                              | 25                             | 0                              | 136   | 6     |
| 2022-2023             | Aston Villa           | Premier League        | 3           | 0           | -               | -               | -                 | -                 | -                              | -                              | -                              | 3     | 0     |
| 2023-2024             | Aston Villa           | Premier League        | 27          | 0           | 2               | 0               | -                 | -                 | C4                             | 9                              | 1                              | 38    | 1     |
| 2024-2025             | Aston Villa           | Premier League        | 10          | 0           | 0               | 0               | 1                 | 0                 | C1                             | 6                              | 0                              | 17    | 0     |
| Sous-total            | Sous-total            | Sous-total            | 40          | 0           | 2               | 0               | 1                 | 0                 | -                              | 15                             | 1                              | 58    | 1     |
| 2024-2025             | Fenerbahçe SK         | SüperLig              | 4           | 0           | 1               | 0               | -                 | -                 | -                              | -                              | -                              | 5     | 0     |
| Sous-total            | Sous-total            | Sous-total            | 4           | 0           | 1               | 0               | -                 | -                 | -                              | -                              | -                              | 5     | 0     |
| Total sur la carrière | Total sur la carrière | Total sur la carrière | 296         | 12          | 21              | 0               | 6                 | 0                 | -                              | 40                             | 1                              | 363   | 13    |

## Palmarès
- Séville FC
  - Vainqueur de la Ligue Europa en 2020.
  - Finaliste de la Supercoupe de l'UEFA en 2020.

### En sélection nationale

#### Brésil olympique
- Médaillé d'or aux Jeux olympiques en 2021.